# Migjen Basha
Migjen Xhevat Basha [miděn dževat baša] (* 5. ledna 1987, Lausanne, Švýcarsko) je bývalý švýcarsko-albánský fotbalový záložník. V mládežnických kategoriích reprezentoval Švýcarsko, na seniorské úrovni reprezentoval Albánii.

## Klubová kariéra
- Team Vaud (mládež)
- FC Lausanne-Sport (mládež)
- FC Lausanne-Sport 2004–2005
- Lucchese 1905 2006–2007
- FC Esperia Viareggio 2007
- AC Rimini 1912 2008–2009
- Frosinone Calcio 2009–2010
- Atalanta BC 2010–2012
- →  Turín FC (hostování) 2011–2012
- Turín FC 2012–2015
- FC Luzern 2015–2016
- →  Como 1907 (hostování) 2016
- SSC Bari 2016–2018
- Aris Soluň 2018–2019
- Melbourne Victory FC 2019–2020
- Neuchâtel Xamax 2020–2021

## Reprezentační kariéra

### Švýcarsko
Migjen Basha nastupoval za švýcarské mládežnické reprezentace včetně týmu U21.

### Albánie
V A-mužstvu Albánie debutoval 22. 3. 2013 v kvalifikačním utkání v Oslu proti reprezentaci Norska (výhra 1:0).
Italský trenér albánského národního týmu Gianni De Biasi jej vzal na EURO 2016 ve Francii. Na evropský šampionát se Albánie kvalifikovala poprvé v historii.